# عراب حي هارلم
 Godfather of Harlem هو مسلسل تلفزيوني درامي عن الجريمة الأمريكية تم عرضه لأول مرة في 29 سبتمبر 2019 على Epix .  كتب المسلسل كريس برانكاتو وبول إيكشتاين والنجم فورست ويتاكر ، وهم أيضًا منتجون منفذون إلى جانب نينا يانغ بونجيوفي وجيمس أتشسون وجون ريدلي وماركوان سميث. من المتوقع أن يكون برانكاتو دور المخرج لهذا العمل أيضاً .

## القصة
يروي عراب هارلم «القصة الحقيقية لرئيس الجريمة سيئ السمعة بومبي جونسون ، الذي عاد في أوائل الستينيات من عشر سنوات إلى السجن لإيجاد الحي الذي كان يحكمه ذات يوم في حالة من الفوضى. وقد تمت السيطرة على الشوارع من قبل الرعاع الإيطاليين ، يجب على Bumpy السيطرة على عائلة جرائم Genovese لاستعادة السيطرة على المكان. أثناء المعركة الوحشية ، قام بتشكيل تحالف مع الداعية مالكولم إكس - ليقبض على نهوض مالكولم السياسي في التقاطع بين الاضطرابات الاجتماعية وحرب الغوغاء التي تهدد بتمزيق المدينة.» 

## الطاقم الفني والشخصيات

### الشخصيات الرئيسية
- فورست ويتكر في دور بومبي جونسون

- إيلفينش الخضيرة في دور ميم جونسون ، زوجة بومبي

- أنطوانيت كرو-ليجاسي في دور إليز جونسون ، ابنة بومبي المُدمنة على الهيروين

- نايجل تاتش في دور مالكولم إكس ، صديق قديم لبومبي وزعيم أمة الإسلام

- كيلفن هاريسون جونيور في دور تيدي غرين ، موسيقي طموح وصديق ستيلا

- رافي غافرون في دور إرني نونزي ، شريك عنيف لفنسنت

- لوسي فراي في دور ستيلا جيجانتي ، ابنة فنسنت وصديقة تيدي

- فنسنت دي أونوفريو في دور فنسنت «ذا تشين» جيجانتي

- جيانكارلو إسبوزيتو في دور آدم كلايتون باول جونيور

### الشخصيات الثانوية
- بول سورفينو بدور فرانك كوستيلو

- تشاز بالمينتري في دور جو بونانو

- كاثرين ناروتشي في دور أولمبيا جيجانتي

- إريك لاري هارفي في دور ديل تشانس

- إلفيس نولاسكو في دور نات بيتيجرو

- ديمي سينجلتون في دور مارغريت جونسون

- ستيف فينوفيتش في دور السناتور جون مكليلان

- تراميل تيلمان بدور بوبي روبنسون

- روزلين راف في دور ديليا غرين

- غريغوري سيوفي في دور فات ريكي

- اريك ويست ريتشي

- ماركوان سميث في دور جوني بيرد

- ديريك أوغسطين بدور محمد علي

- كليفتون ديفيس دور إيليا محمد

### الضيوف
- جزمين سوليفان في دور ماري ويلز

- Aloe Blacc في دور ليونارد ، صديق لستيلا ، الذي قُتل بطريق الخطأ من قبل إرني ، في قضية الهوية الخاطئة

## الحلقات
| العنوان         | اخراج      | تأليف                       | تاريخ العرض   | عدد المشاهدين في الولايات المتحدة ( يقدر بالملايين) |
| --------------- | ---------- | --------------------------- | ------------- | --------------------------------------------------- |
| بأي طريقة لازمة | جون رايدلي | كريس برانكاتو وبول إيكشتاين | 29/أيلول/2019 | يحدد فيما بعد                                       |

## إنتاج
في 25 أبريل 2018 ، تم الإعلان أن شركة Epix قد أعطت الإنتاج ترتيبًا متسلسلاً على شكل حلقات للموسم الأول بحيث يتكون من عشر حلقات تم عرضها كعرض أول في 2019. سيقوم  كريس برانكاتو وبول إيكشتاين بتأليف المسلسل  وسيقومان بإنتاج  أيضًا أعمال الإنتاج التنفيذي إلى جانب فورست ويتكر ونينا يانغ بونجيوفي وجيمس أتشيسون وماركوان سميث. سيقوم برانكاتو بالعمل كمدير للعمل الفني. ومن  شركات الإنتاج الفني المشاركة في السلسلة  شركة ABC Signature Studios وشركة Significant  Productions.   
في 19 يونيو 2018 ، تم الإبلاغ أنّ جون ريدلي سيقوم بإخراج  الحلقة الأولى من المسلسل. 

### الممثلون
إلى جانب الإعلان الأولى الذي أفاد أن الممثل فورست ويتكر سيكون النجم الأساسي إلى جاني الممثل بومبي جونسون. في أيلول من عام 2018، تم الإعلان أن فينست دونوفريو، إيلفينش هاديرا، أنطوانيت كراوليغاسي، نايجل تاتش، كيلفن هاريسون جونيور، لوسي فراي، وبول سوؤفينو، سيقومون بأداء البطولة في المسلسل. في تشرين الأول من 2018، تم الإفادة أن جيانكارلو إيسبوزيتو و رافي غافرون قج انضما إلى طاقم المسلسل وفقاً لقدرة استيعاب السلسلة. في الثامن من كانون الثاني تم الإعلان عن أن الممثلة كاثرين ناردوتشي تمت أخذها كممثلة بدور بديل. 

### التصوير السينمائي
أفادت التقارير أن التصوير الفوتوغرافي الرئيسي لهذه السلسلة بدأ في سبتمبر 2018 في مدينة نيويورك . 